# Campodorus torvus
Campodorus torvus là một loài tò vò trong họ Ichneumonidae.